# Renaud ze Châtillonu
Renaud de Châtillon (výslovnost: [ʁǝ.no də ʃati.jɔ̃]; latinsky Raynaldus, či Rainaldus de Castellione, Araby přezdíván Vlk, nebo Brins Arnat – Urostlý Arnat; datum narození není přesně známo, uvádí se roky 1114 až 1125 – 4. července 1187 poblíž Tiberiady) byl francouzský rytíř, který přišel s druhou křížovou výpravou do Palestiny, kde roku 1153 sňatkem získal Antiochijské knížectví. Vzápětí si znepřátelil byzantského císaře Manuela, když napadl a vyplenil Kypr. Manuel vytáhl na odvetnou výpravu do Sýrie a Renauda donutil k pokořující kapitulaci. Roku 1160 byl Renaud na jednom z dalších nájezdů zajat muslimy a uvězněn, v zajetí strávil šestnáct let.
Roku 1176 byl ze zajetí propuštěn a dalším sňatkem získal zajordánské panství. I tady pořádal loupeživé nájezdy na okolní arabská území. Vrcholem jeho akcí byla námořní invaze do Rudého moře, kdy vyplenil řadu arabských a egyptských pobřežních měst a ohrozil nejposvátnější místa islámu – Mekku a Medínu. Jeho nájezdy se nakonec staly důvodem pro válku sultána Saladina proti křižáckému Jeruzalémskému království. V rozhodující bitvě, která se odehrála 4. července 1187 u Hattínu, bylo jeruzalémské vojsko zničeno a Renaud byl i s dalšími vůdci v čele s jeruzalémským králem Guyem de Lusignan Saladinem zajat. Sultán, který Renaudovi dvakrát za jeho činy přísahal pomstu, ho poté před zraky zajatých křižáckých vůdců popravil.

## Původ a druhá křížová výprava

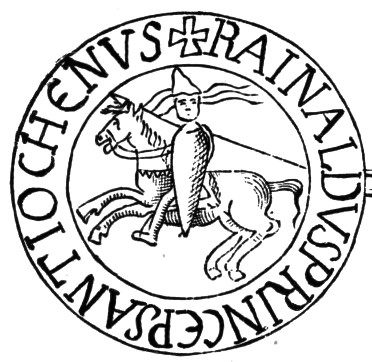
Renauova pečeť (nákres)

Původ Renauda de Châtillon není zcela vyjasněn; někteří autoři (například Pierre Aubé) tvrdí, že Renaud byl mladším synem Hervého II. de Donzy, pána Gien, Donzy a Châtillon-sur-Loing, a Mahaut de Montmirail. Jiné zdroje naopak uvádějí, že Renaud byl třetím synem Jindřicha, pána Châtillon-sur-Marne a Ermengarde de Montjay. Měl tři sourozence: bratra Gauchera II. (nebo Gautiera II.), Gervaise a sestru Alžbětu.
Roku 1147 se přidal k druhé křížové výpravě francouzského krále Ludvíka VII. Když roku 1149 křížová výprava skončila fiaskem a král Ludvík se vrátil do Evropy, Renaud se rozhodl zůstat na Východě a vstoupit do služeb jeruzalémského krále Balduina III., protože jako mladší hraběcí syn by ve Francii nic nezdědil. Roku 1151 z Jeruzaléma odešel a vydal se na sever do Antiochie, kde vstoupil do služeb mladé antiochijské kněžny Konstancie.

## Antiochijský kníže

### Cesta k moci
Konstanciin manžel kníže Raimond z Poitiers padl v bitvě u Fons Muratu roku 1149 a právoplatný dědic trůnu, Bohemund III., byl zatím pětiletý. Jeruzalémský král Balduin III., který Antiochii po smrti Raimonda z Poitiers zachránil před pádem do rukou sultána Núr ad-Dína, se stal regentem za malého Bohemunda a považoval za nezbytné, aby se jeho matka znovu provdala. Lenním pánem Antiochijského knížectví přitom byl byzantský císař Manuel I., který tak měl právo vybrat kněžně ženicha. Manuel zvolil svého bratrance Andronika, ale ten byl při cestě do Sýrie přepaden seldžuckými Turky. Andronikovi se nakonec podařilo dostat zpět do Konstantinopole, ale na další cestu se již vypravit odmítl. Další volba padla na Manuelova ovdovělého švagra, sicilského Normana Jana Rogera, který žil u císařského dvora a nesl hodnost caesara. Sňatek však ztroskotal i tentokrát, protože Konstancie si starého a nepohledného Jana Rogera odmítla vzít. S dalšími nápadníky přišel i král Balduin, ale pro kněžnin vzdor neuspěl ani on.
O čtyři roky později, roku 1153, se Konstancie nakonec v tajnosti provdala za Renauda de Châtillon. Není zcela jasné, zda ji vedl jen vzdor vůči Konstantinopoli a Jeruzalému či prostá náklonnost. Svůj krok nekonzultovala ani s předními šlechtici knížectví či antiochijským patriarchou, ani se svým regentem Balduinem III. Král Balduin nakonec svatbu uznal, ale s Renaudovým nástupnictvím na trůn nesouhlasili mnozí antiochijští baroni, kteří ho nepovažovali za dostatečně urozeného pro svatbu s kněžnou. Rovněž císař Manuel byl pobouřen, protože si Konstancie předem nevyžádala jeho svolení. Ale protože se vztahy mezi křižáckým Jeruzalémským královstvím a Byzancí začaly měnit k lepšímu, přešel Manuel Konstanciinu svévoli mlčením.

### Invaze na Kypr

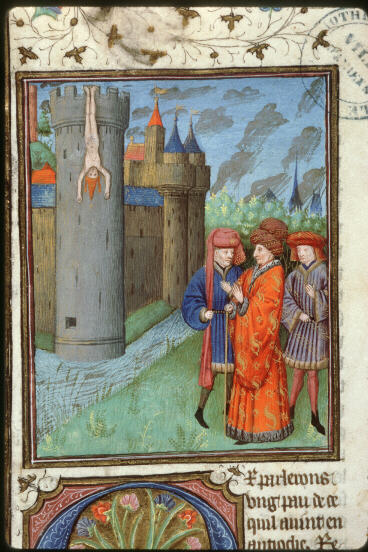
Renaud de Châtillon nechává mučit antiochijského patriarchu Aimeryho, Vilém z Tyru, 15. století

Hned poté vzal Renaud de Châtillon vládu v Antiochii pevně do svých rukou. Byzantskému císaři Manuelovi odmítl složit lenní hold a zaplatit lenní tribut, čímž dal jasně najevo, že povede svou vlastní nezávislou politiku. V čele své antiochijské armády vyrazil na loupežnou výprava do kilíkijské Arménie. Vzápětí ale uzavřel spojenectví s arménským knížetem Thorosem, který byl s Byzancí ve válečném stavu, a naplánoval s ním společnou invazi na Kypr. K takové vojenské akci však neměl Renaud v antiochijské pokladně dost peněz. Jediným subjektem, disponujícím potřebným bohatstvím, byla církev, v Antiochii ztělesněná patriarchou Aimerym. Když však patriarcha odmítl peníze vydat, kníže ho dal uvrhnout do vězení. I poté Aimery odmítal platit, a byl proto mučen; rány na hlavě mu věznitelé namazali medem a Aimeryho přivázali na střechu paláce na žhavé slunce. Po tomto mučení Aimery požadovanou částku Renaudovi vyplatil a odjel do Jeruzaléma, kde Renaudův čin vyvolal hluboké pohoršení. Podobné praktiky však křižáci považovali za zcela běžné, pokud byl obětí muslim. Aimery také krále Balduina informoval o chystaném útoku na Kypr. Jeruzalémský král, který se snažil dobře vycházet s Byzantinci, poslal na Kypr varování, to se však nepodařilo doručit včas.
Renaud se s většinou antiochijské armády, posílené o arménské oddíly knížete Thorose, vylodil na Kypru na jaře roku 1158. Kypr byl prosperující ostrov, kterému se sto let válečné konflikty vyhýbaly; posádka byzantského guvernéra proto byla velmi slabá a útok vůbec nečekala. Boj byl velmi krátký a posádka byla zčásti pobita a zčásti zajata. Do zajetí padl i zdejší místodržící Jan Komnenos, jenž byl zároveň synovcem byzantského císaře, a generál Michael Branas. Křižáci s Armény poté ostrov celé tři týdny intenzivně pustošili. Vojáci plenili kostely a města, vraždili a zohavovali obyvatele. Přepadení Kypru rozzuřilo císaře Manuela, který okamžitě vyslal námořnictvo, aby ostrov dobylo zpět. Když křižáci zaslechli zprávy o blížící se byzantské flotile, rozhodli se ustoupit zpět na pevninu. Křižáci měli tak velkou kořist ve zlatě i naturáliích, že ji nemohli naložit na své lodě, a proto dobytek, který nemohli odvézt, prodávali jeho majitelům zpět. Mnozí kyperští aristokraté byli odvedeni jako rukojmí. Později Renaud poslal zpět několik zohavených rukojmí císaři do Konstantinopole jako živý důkaz své neposlušnosti a pohrdání Byzancí. Z invaze připomínající vikinské nájezdy se Kypr vzpamatovával dlouhá desetiletí.

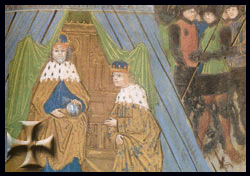
Renaud před císařem Manuelem, středověký rukopis

### Byzantská ofenziva
Ještě na podzim téhož roku se císař Manuel vydal v čele silného byzantského vojska na Východ osobně na trestnou výpravu proti Arménům i Antiochijskému knížectví. Protože mezi Jeruzalémským královstvím a Byzancí bylo uzavřeno spojenectví, stvrzené sňatkem krále Balduina a císařovy neteře Theodory, byl si Manuel jist, že jeho výprava proti Antiochii nebude ze strany jeruzalémských křižáků ohrožena. Arménský kníže Thoros byl byzantskou ofenzivou zaskočen a poražen uprchl do hor. Poté se císař zaměřil na Renauda. Ten pochopil, že svými silami z Antiochie byzantskou armádu nezastaví, rozhodl se proto vzdát a císaři nabídl složení lenní přísahy a přijetí byzantské posádky do města. Manuelovi to však nestačilo a požadoval Renaudovo osobní ponížení. Renaud tak byl donucen přijít k císařovu dvoru v kilíkijské Mamistře, kde bosý a prostovlasý v šatu kajícníka musel pokleknout před Manuelem a prosit o slitování. Manuel z tohoto aktu udělal velkolepou podívanou pro celý svůj dvůr i zástupce z Jeruzaléma i sousedních muslimských států. Detaily tohoto aktu zaznamenal Vilém z Tyru, který popisuje, jak Manuel nejprve klečícího a kajícího se Renauda před svým trůnem ignoroval a pokračoval v rozhovoru se svými dvořany tak dlouho, dokud už nebyli všichni přítomní touto potupnou scénou znechucení. Po tomto triumfálním aktu vítězství císař Renaudovi veřejně odpustil a Antiochii mu ponechal pod třemi podmínkami: antiochijskou citadelu obsadí byzantská posádka, Antiochijské knížectví bude odvádět vojáky do byzantské armády a v samotné Antiochii bude dosazen pravoslavný patriarcha. Vzápětí do Mamistry dorazil osobně král Balduin, kde se vůbec poprvé osobně setkal s Manuelem. Protože Balduin nebyl Manuelův vazal, setkali se jako panovníci sobě rovní. Balduinovi se nakonec podařilo Manuela přesvědčit, aby se do úřadu antiochijského patriarchy mohl vrátit Aimery de Limoges, ačkoliv si Manuel vyhradil právo jeho odvolání a dosazení patriarchy jiného. Nato Manuel 12. dubna 1159 triumfálně vstoupil do Antiochie. Manuelova koně vedl pěšky kníže Renaud, zatímco za císařem jel na koni Balduin III., ovšem bez královské koruny.

## V tureckém zajetí

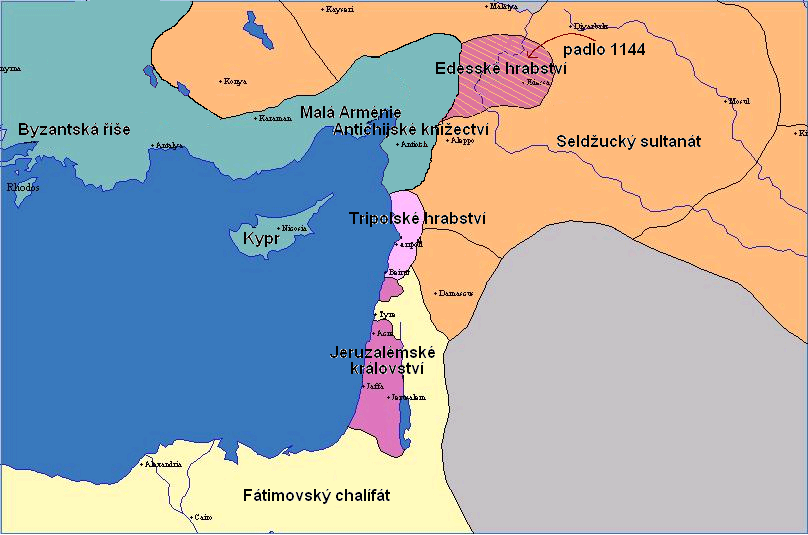
Antiochijské knížectví pod byzantskou svrchovaností

Od té doby Renaud de Châtillon své kořistnické nájezdy soustředil na muslimská a arménská území. Počátkem roku 1160 byl však na jednom z loupežných přepadů poblíž arménského města Maraš, kde se pokusil ukrást dobytek a koně patřící Núr ad-Dínovi, zajat a posléze uvězněn v Aleppu. Protože na jeho vykoupení neměl nikdo z jeho krajanů zájem, zůstal Renaud v zajetí šestnáct let. Zatím v Antiochii vyvstaly komplikace ohledně nástupnictví. Protože právoplatnému dědici Bohemundovi III. bylo jen patnáct, antiochijští baroni se obrátili na krále Balduina, aby zvolil regenta. Ten vybral patriarchu Aimeryho, ale dostal se do konfliktu s kněžnou Konstancií, která chtěla regentství pro sebe. Konstancie odjela do Konstantinopole, kde si na královo rozhodnutí stěžovala. Rovněž císař Manuel byl pobouřen, protože o novém regentovi měl rozhodovat on, přesto však nepodnikl nic, neboť nechtěl vyvolat roztržku s křižáckými státy, které v té době představovaly nástroj byzantské politiky ve východním Středomoří.

### Propuštění
S Renaudem nebylo v zajetí zacházeno špatně, muslimové významné křižáky brali do zajetí, aby mohli být za velké peníze vykoupeni. Po smrti Núr ad-Dína roku 1174 se jeho nástupcem stal jeho mladý syn as-Sálih. Núr ad-Dínovi důstojníci a emírové začali mezi sebou soupeřit o regentství. Núr ad-Dínova říše tak byla oslabena, čehož využil Núr ad-Dínův vazal, egyptský sultán Saladin, který ještě roku 1174 obsadil Damašek, odkud vypudil as-Sáliha. Křižáci si uvědomovali, že Saladin představuje větší hrozbu, než roztříštění zengíovští vládcové, a když roku 1175 Saladin vytáhl i proti Aleppu, křižáci městu poskytli pomoc a Aleppo tak Saladinovu náporu odolalo. Z vděčnosti za křižáckou podporu as-Sálihův vojevůdce Gümüštigin propustil křesťanské zajatce, mezi nimi i Renauda a hraběte Joscelina III. z Edessy.

## Pán Zajordánska

### Politika v Jeruzalémě

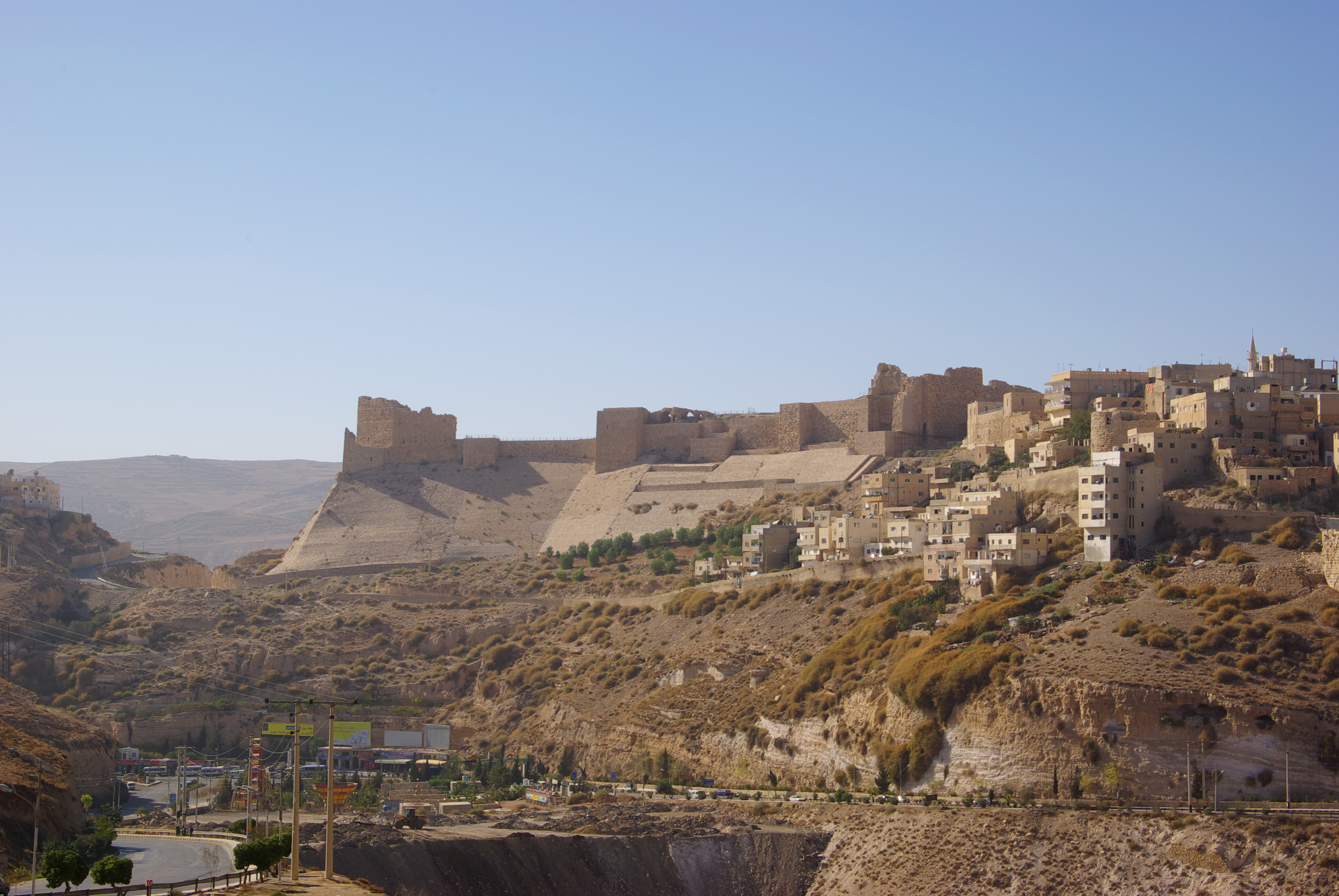
Zříceniny Renaudova hradu Krak de Moab v Keraku

Poté, co byl Renaud de Châtillon propuštěn na svobodu, nemohl již pomýšlet na to, že by se mohl chopit vlády v Antiochii. Jeho žena Konstancie zemřela v roce 1163 a antiochijským knížetem byl Bohemund III. Renaud proto odešel do Jeruzaléma. Navzdory činům, kterými nechvalně proslul v době před svým zajetím, byl všeobecně pokládán za statečného válečníka, kterého křižácké Zámoří ještě bude potřebovat. Vzápětí se oženil s bohatou dědičku zajordánského panství Stefanií, vdovou po Milonu de Plancym, blízkém rádci krále Balduina IV. V té době byli jeruzalémští baroni rozděleni do dvou zájmových skupin. První tvořili baroni ze starých rodů, usedlí ve Svaté zemi již ve druhé či třetí generaci od první křížové výpravy, kteří zastávali vůči muslimům i Byzanci vstřícnější postoje; vojenskou politiku tak směřovali na obranu království. Jejím vůdcem byl hrabě z Tripolisu Raimond III., který byl kvůli malomocenství Balduina IV. královským regentem. Druhou skupinou byli šlechtici, kteří do Svaté země přišli z Evropy a neznali tak dobře místní politické prostředí, a prosazovali proto bezohlednou agresivní válečnou strategii. Renaud byl jedním z předních vůdců této dvorské kliky. Navíc byl proti Raimondovi z Tripolisu štván svou ženou Stefanií, která Raimonda obviňovala ze smrti svého předchozího manžela Milese de Plancy, jenž byl rovněž mezi palestinskými barony nepopulární pro svůj francouzský původ.

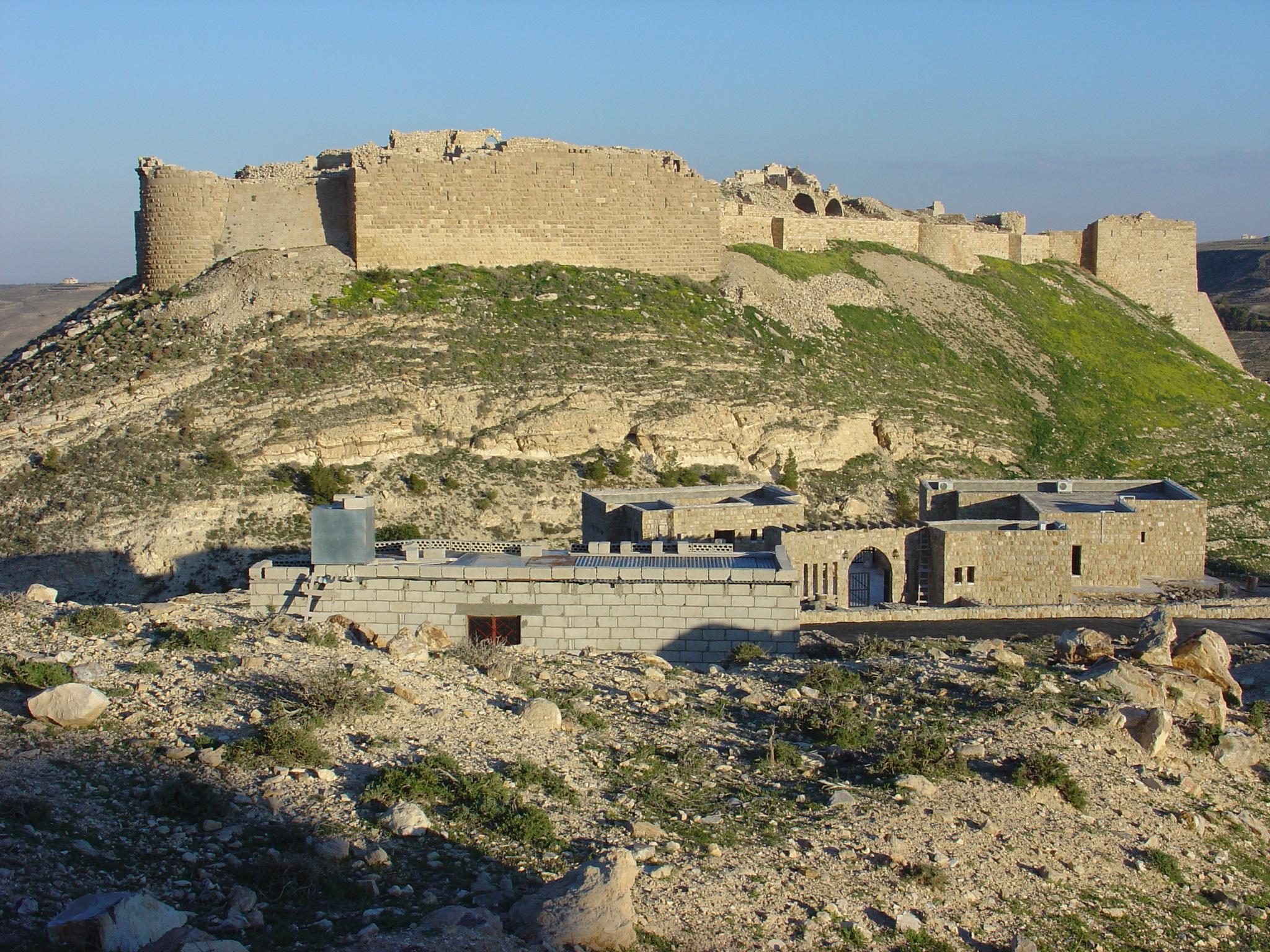
Zříceniny hradu Krak de Montréal v dnešním Jordánsku

V roce 1177 Renaud svými silami podpořil jeruzalémské vojsko v bitvě u Montgisardu, kde křižáci donutili Saladina k ústupu z křižáckých území. K Renaudově panství v Zajordánsku patřily také mocné hrady Krak de Moab a Krak de Montréal. Díky těmto hradům Renaud získal kontrolu nad karavanními trasami mezi Damaškem a Egyptem a přístup k Rudému moři. Odtud mohl neustále přepadávat přilehlé muslimské území, zvláště když v těchto vzdálených končinách Jeruzalémského království nebyl pod neustálým královým dozorem. V roce 1181 Renaud násilným činem porušil příměří panující mezi Saladinem a jeruzalémským králem, když svou první velkou loupežnou výpravu zaměřil proti arabské karavaně směřující do Mekky, kterou okradl o všechno zboží. Saladin proto na oplátku zajal velkou skupinu evropských poutníků. Králi Balduinovi poté Saladin navrhl výměnu poutníků za ukradené zboží z karavany, ale Renaud zboží odmítl vrátit Král Saladinovi sdělil, že není v jeho možnostech donutit Renauda k navrácení zboží. Když selhalo vyjednávání, začal Saladin připravovat válku. Ještě téhož roku muslimové vpadli do Palestiny a s křižáky se utkali v bitvě u hradu Belvoir. Křižáci však donutili Saladina od hradu ustoupit. Ten se ale nevzdal a vytáhl směrem k Bejrútu, přičemž doufal, že se mu město podaří překvapit a ztečí dobýt. Armáda Balduina IV. ale k Bejrútu dorazila včas, aby tomu zabránila, což znamenalo konec Saladinova tažení.

### Tažení na Mekku
Na podzim roku 1182 se Renaud rozhodl podniknout vojenské tažení na Arabský poloostrov a zmocnit se svatého města muslimů, Mekky. Toto tažení dlouho plánoval a podobně jako na Kypru, i zde se mu podařilo zasáhnout tam, kde byl nejméně očekáván. Nechal na velbloudech přesunout velké množství materiálu až k muslimskému přístavu Akaba, který se křižákům podařilo obsadit. Zde nechal ze dřeva postavit flotilu malých galér a jako posádku najal místní bandity. Sám Renaud se dvěma galérami zůstal v Akkabském zálivu, aby obléhal nedalekou pevnůstku na ostrově Grája, kterou stále drželi egyptští vojáci. Renaudův přepad se odehrál v období hadždže – pouti do Mekky – a piráti proto přepadli a potopili mnoho neozbrojených lodí přepravujících muslimské poutníky. Napadena byla také města na arabském i africkém pobřeží a obchodní lodě křižující Rudým mořem. Protože od dob, kdy muslimové dobyli Egypt na Byzantské říši a vytlačili z Rudého moře byzantské námořnictvo, nepovažovali muslimové za nutné vydržovat v oblasti válečné loďstvo, a tak zde nebyla žádná síla, která by se Renaudovým korzárům postavila do cesty. Korzáři napadli také Jambu, bránu do Medíny a jejich eskadra poté zamířila ještě dále na jih, k Džiddě, kde Arabové křižáky dosud nespatřili. Renaudovi vojáci se nakonec rozhodli netáhnout dále na Mekku, ale s kořistí se vrátit zpět.

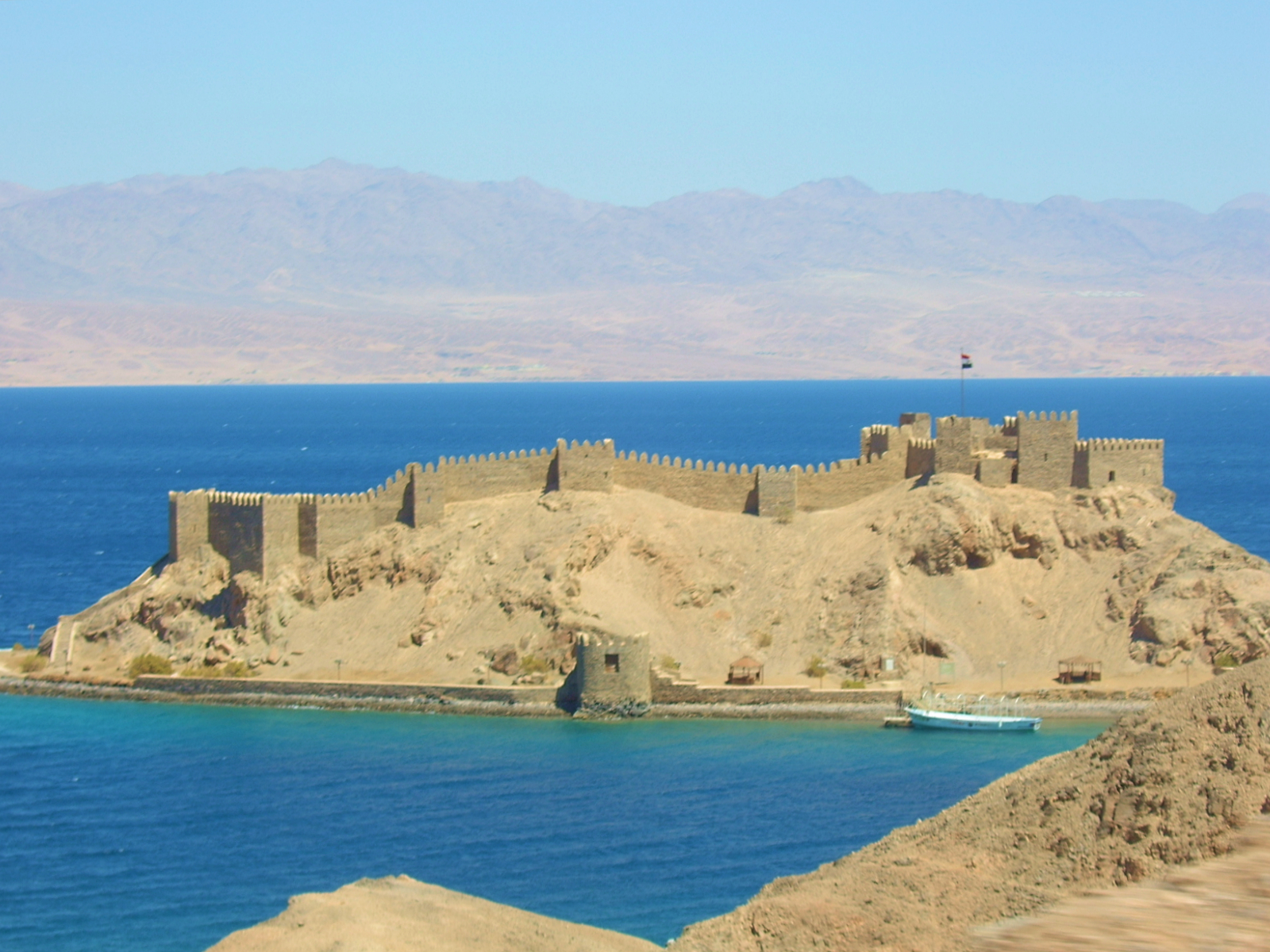
Pevnost na ostrově Grája (zvaném též Faraonův ostrov) poblíž Akaby, jejímuž obléhání v roce 1182 během tažení proti Mekce velel Renaud de Châtillon

V té době však již egyptský místodržící, Saladinův bratr al-Ádil, narychlo budoval rudomořskou flotilu, jejímž velením byl pověřen hajib Husám ad-Dín Lulu. V Rudém moři však chyběli kvalifikovaní vojenští námořníci, kteří proto do Rudého moře museli být převeleni ze středomořského loďstva. Egyptská flotila zahnala Renauda od Faraonova ostrova a dobyla zpět Akabu. Brzy nato objevila i zbytek Renaudovy eskadry, jejíž většinu v dalším boji Lulu potopil. Některé z korzárů se muslimům podařilo zajmout. Část zajatců byla poslána do Mekky, kde jako vrchol hadždže a osobní dar Saladinův byli veřejně davem ukamenováni. Zbylí zajatci byli odesláni do Káhiry, kde jim byla veřejně sťata hlava. Samotnému Renaudovi se společně s posádkami dvou galér, které zůstaly v Akabském zálivu, podařilo před Egypťany uprchnout. Za tento čin si Renaud vysloužil nenávist celého muslimského světa a sám Saladin přísahal, že Renauda osobně připraví o hlavu.

### Bitva u al-Fule a obléhání Keraku
V červenci roku 1183 Saladin vtrhl do Galileje a jeho armáda zmasakrovala mnichy na táborské hoře. Jeruzalémské vojsko mu pod velením králova švagra a regenta Guye de Lusignan vytáhlo vstříc. Renaud se svým kontingentem tvořil předvoj královské armády, která nakonec zaujala pozice u Goliášova pramene. Nerozhodný Guy váhal mezi frontálním útokem, který mu doporučoval Renaud, a defenzivou, kterou upřednostňovali jiní baroni. Nakonec ale křižáci zůstali netečně na místě, odráželi drobné útoky guerillového typu a na Saladinovu snahu vylákat je na otevřené prostranství nereagovali. Muslimské vojsko však bylo z většiny tvořeno branci, které Saladin nemohl ve vojsku držet dlouho, a tak se nakonec s příchodem žní armáda začala rozpadat, až byl Saladin donucen ustoupit zpět. Guy se dostal do výhody, ale nakonec ustupujícího Saladina nepronásledoval, na což se dnes různí názory, zda to byla prozíravost či zbabělost. Baroni však měli názor jednoznačný a prohlásili Guye za zbabělce a neschopného velitele, čímž nakonec dosáhli jeho odvolání z pozice královského regenta. Jeho místo zaujal Raimond z Tripolisu.
V listopadu roku 1183 se na Renaudově hradu Kerak konala svatba dědice zajordánského panství a Renaudova nevlastního syna Onfroye z Toronu a jedenáctileté jeruzalémské princezny Isabely. Svatbou Renaud sledoval zmírnění napětí mezi domácími a přistěhovalými barony a samotný obřad měl proběhnout ve velkolepém stylu; přítomni byli zástupci palestinských baronů, šlechticů z Evropy i několik byzantských aristokratů. V téže době Saladin vpadl do Zajordánska a obklíčil Krak de Moab; sám Renaud se do hradu dostal na poslední chvíli. Svatba však přerušena nebyla a Stefanie na znamení pohostinnosti nechala Saladinovi do ležení dopravit mísy s pokrmy z hostiny. Dvorný Saladin na oplátku zakázal ostřelování té části hradu, kde byli ubytováni novomanželé. Nakonec k hradu přitáhla jeruzalémská armáda vedená Raimondem z Tripolisu a těžce nemocným Balduinem IV. Saladin svou pozici vklíněnou mezi hradem a jeruzalémským vojskem považoval za nevýhodnou a zvolil ústup do syrského vnitrozemí. Na podzim roku 1184 Saladin Kerak napadl znovu, ale hrad odolal a muslimové se opět stáhli, aniž něčeho dosáhli. Renaud až do roku 1186 zastavil své loupežné nájezdy.

### První králův rádce

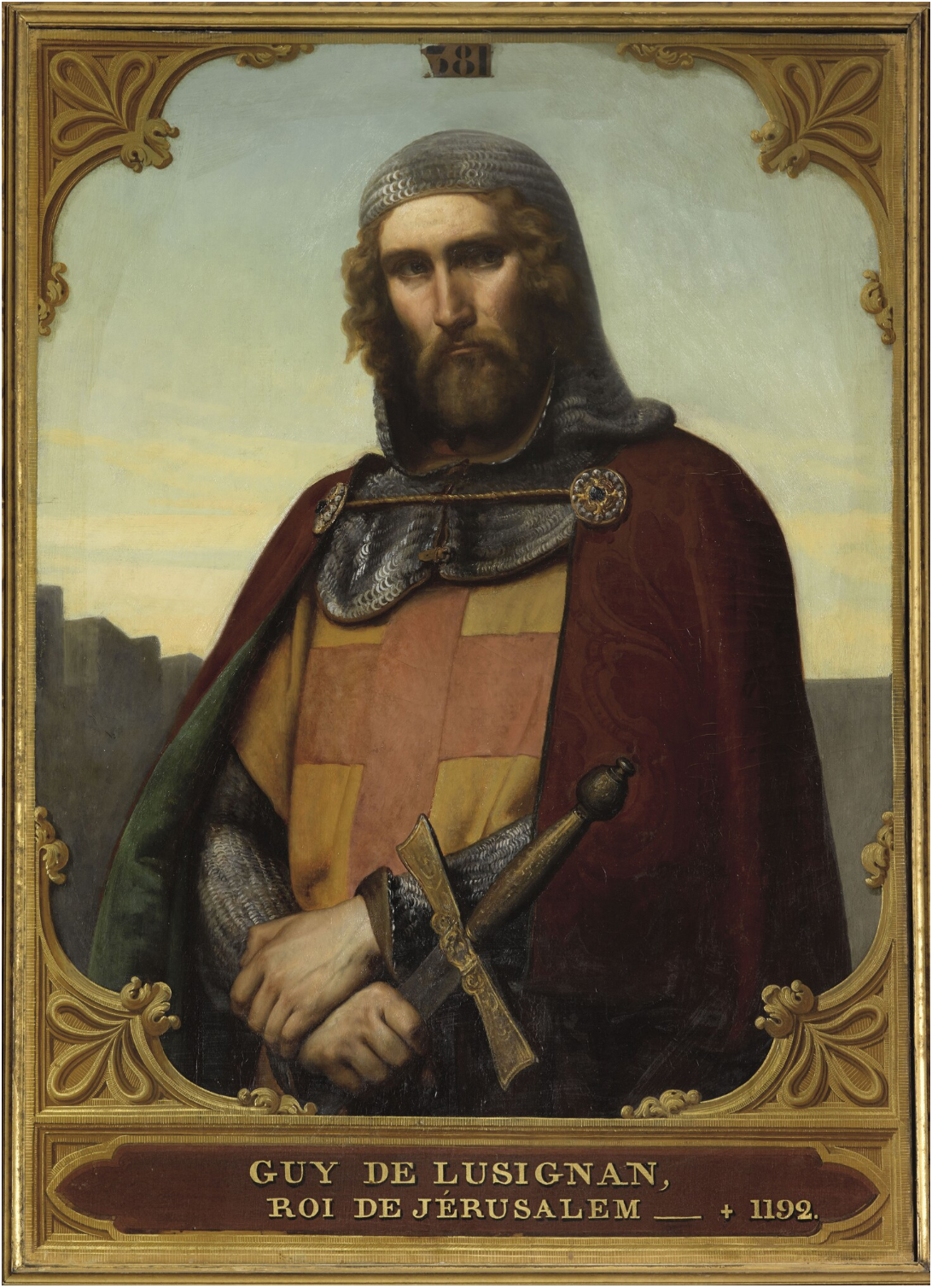
François-Edouard Picot: Guy de Lusignan, král Jeruzaléma

Roku 1185 zemřel král Balduin IV. a dědicem byl určen jeho nezletilý synovec Balduin V. s Raimondem z Tripolisu v pozici regenta. Nicméně Balduin V. zemřel necelý rok po Balduinovi IV., čehož rychle využili matka Balduina V. a starší sestra Balduina IV., princezna Sibyla a její manžel Guy, hrabě z Jaffy a Askalonu, kteří se prohlásili novými vládci království. Nový král Guy de Lusignan byl Francouz, přední zástupce kliky stojící proti domácím baronům, a proto palestinskými barony nenáviděný. Domácí baroni proto v Nábulu zvolili vlastního jeruzalémského krále Onfroye z Toronu, Renaudova nevlastního syna. Onfroy ale nehodlal jít proti svému otčímovi a jeho spojencům a nakonec odjel do Jeruzaléma, kde složil lenní hold králi Guyovi a Sibyle a stal se jedním z Guyových nejbližších spojenců. Renaud de Châtillon od začátku podporoval nástupnictví Sibyly, kterou označil, podle kroniky Viléma z Tyru, jako „li plus apareissanz et plus dreis heis dou rouame“ – „nejjasnější a nejprávoplatnější dědičku království.“ Poté zaujal místo u jeruzalémského dvora jako králův první rádce, přičemž Raimond z Tripolisu a s ním spříznění baroni tak ztratili svůj dosavadní vliv. Raimond z Tripolisu odmítl složit hold Guyovi, a Jeruzalémské království tak stálo na pokraji občanské války. Balianovi z Ibelinu se spolu s velmistry řádů templářů a johanitů Gérardem de Ridefort a Rogerem de Moulins nakonec podařilo mezi Guyem a Raimondem vyjednat mír.
Koncem roku 1186 Renaud porušil příměří mezi Saladinem a křižáky, které uzavřel Raimond z Tripolisu v době svého regentství, když napadl arabskou karavanu cestující Zajordánskem z Egypta do Damašku. Karavana byla jen slabě ozbrojená; Renaud její doprovod snadno porazil a zmocnil se velké kořisti. Další karavana cestující Zajordánskem již byla doprovázena silnou eskortou z řad Saladinových vojáků. S touto karavanou také cestovala Saladinova sestra vracející se z pouti do Mekky. Renaud i tuto karavanu napadl, vojáky pobil a zajal přeživší včetně Saladinovy sestry. Zajatci byli odvedeni do Keraku. Autor Saladinovy biografie Ibn Šaddad dále napsal:
| „            | Špatně s nimi zacházel, mučil je a uvrhl je do podzemních skladišť a do úzkých vězeňských cel. Dovolávali se příměří a on jim řekl: „Ať si vás přijde ten váš Mohamed vysvobodit!“ Když to donesli [Saladinovi], přísahal při všemohoucím Bohu, že kdyby se mu mělo dostat vítězství nad ním [Renaudem], zabil by ho sám. | “ |
| — Ibn Šaddad | |   |

Saladin však zatím nechtěl rozpoutat otevřenou válku, a nejprve proto vyslal své zástupce do Keraku, aby se pokusili vyjednat propuštění zajatců a navrácení ukradeného zboží. Renaud ale vyjednavače nepřijal, a ti se proto odebrali do Jeruzaléma ke králi Guyovi. Guy de Lusignan Renaudovi nařídil, aby udělal, co Saladin žádá, ale ten krále neposlechl. Guy nechtěl riskovat konflikt s Renaudem a přestal naléhat. Když Saladin viděl, že diplomacie ztroskotala, vyhlásil křižákům válku.

## Bitva u Hattínu a smrt
Guy de Lusignan svolal vojska všech svých baronů do Seforie, zatímco Saladin zaútočil na galilejskou pevnost Tiberias, patřící Raimondovi z Tripolisu. V obleženém městě byla Raimondova žena, přesto Raimond navrhoval zaujmout obrannou pozici u Seforie, kde byli křižáci ve výhodě a vyčkat Saladinova odchodu, ale Renaud jej obvinil ze zbabělosti:
| „              | Dal sis velkou práci, abys v nás vyvolal strach před muslimy. Jsi jistě na jejich straně, jinak bys tak nemluvil. Pokud jde o jejich počet – pro pekelný oheň není nadbytek dřeva na škodu! | “ |
| — Ibn al-Athír | |   |

Král nakonec dal za pravdu Renaudovi s Gérardem a křižáci nakonec ráno 3. července vyrazili Tiberiadě na pomoc. Renaudovy oddíly se společně s řádovými rytíři a vojáky Balina z Ibelinu nacházely v zadním voji. Večer 3. července křižácká armáda dospěla k Hattínským rohům, kopci se dvěma vrcholy nedaleko Tiberiady, kde se utábořila. V noci ale Saladin křižáky obklíčil a ti byli nuceni se probíjet. První útok z kopce vedený královským konetáblem, Guyovým bratrem Amaurym byl však muslimy odražen. Rytíři se znovu zformovali a Raimond z Tripolisu, Renaud a velmistr Gérard de Ridefort přešli do dalšího útoku. Raimondovi se nakonec podařilo probít z obklíčení a po něm ještě několika dalším baronům, ale Renaud s králem a většinou ostatních zůstal na kopci. Král Guy nařídil další nájezd na Saladinovy pozice, ale ani další dva pokusy nevyšly. Arabští lučištníci účinně sestřelovali rytíře z koní a uvízlí křižáci se tak museli opevnit na vrcholu kopce kolem králova stanu. Muslimové nakonec prorazili jejich obranu, vtrhli do stanu a zajali krále a barony, kteří neunikli, Renauda mezi nimi.
Poté, co byli Guy de Lusignan a ostatní přední baroni v bitvě zajati, byli předvedeni do Saladinova stanu. Saladinův rádce Imád ad-Dín al-Asfahání následující události zaznamenal takto:

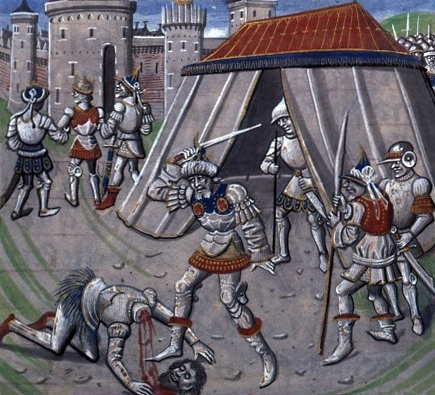
Saladin usekává hlavu Renauda de Châtillon, Vilém z Tyru

| „                         | Saláh ad-Dín pozval krále, ať vedle něj usedne, a když pak vešel Arnat, dal mu stanout poblíž krále a připomněl mu jeho zlé skutky: „Kolikrát si přísahal a pak přísahy pošlapal, kolikrát jsi stvrdil smlouvy, které jsi nedodržoval!“ Arnat mu odpověděl skrze tlumočníka: „Tak se vždycky chovali všichni králové. Nic víc jsem neudělal.“ Po ten čas Guy sotva popadal žízní dech a hlava se mu kývala, jako by byl opilý, a jeho tvář prozrazovala veliký úděs. Saláh ad-Dín k němu promluvil uklidňujícími slovy a nechal přinést ledovou vodu, kterou mu nabídl. Král pil, pak nabídl zbytek Arnatovi, který rovněž zahnal žízeň. Sultán tehdy Guyovi pravil: „Nepožádal jsi mě o souhlas, než jsi mu dal napít. Proto mě to nezavazuje, abych mu dal milost.“ Sotva ta slova pronesl, vyšel sultán ven, skočil na koně, pak se vzdálil a zajatce nechal napospas strachu. Prohlédl si vracející se jednotky a pak se sám navrátil do stanu. Tam si nechal Arnata přivést, přistoupil k němu se šavlí v ruce a udeřil jej mezi krk a lopatku. Když Arnat padl na zem, uťali mu hlavu, načež dovlekli tělo za nohy před krále, který se opět začal třást. Sultán, když jej spatřil celého se chvějícího, mu uklidňujícím tónem řekl: „Tento muž byl zabit jen kvůli svým zlým skutkům a proradnosti.“ | “ |
| — Imád ad-Dín al-Asfahání | |   |

## Rodina
Z prvního manželství s antiochijskou kněžnou Konstancií měl Renaud de Châtillon přinejmenším dvě dcery. Starší
Agnes de Châtillon (1154–asi 1184) byla provdána za uherského krále Bélu III.
a jejími dětmi byli uherský král Emerich (1174–1204), Markéta Uherská (1175–1233, druhá manželka císaře Izáka II. a třetí manželka soluňského krále Bonifáce z Montferratu), uherský král Ondřej II. (1176–1235) a Konstancie Uherská (1181–1240, provdána za českého krále Přemysla Otakara I.) Druhorozená Jeanne de Châtillon snad byla druhou manželkou vůdce čtvrté křížové výpravy a pozdějšího soluňského krále Bonifáce z Montferratu. Francouzský genealog Anselme de Saint-Marie (1625–1694) z manželství Renauda a Konstancie zmiňuje ještě jednu dceru jménem Aveline de Tracy (narozena asi 1156).
Z druhého manželství se Stefanií měl Renaud de Châtillon syna a dceru. Syn Renaud II. zemřel v dětství.
Dcera Alix de Châtillon byla provdána za markýze Azza VI. d'Este, jejím synem byl Azzo VII. d'Este.

## Hodnocení a odraz v kultuře

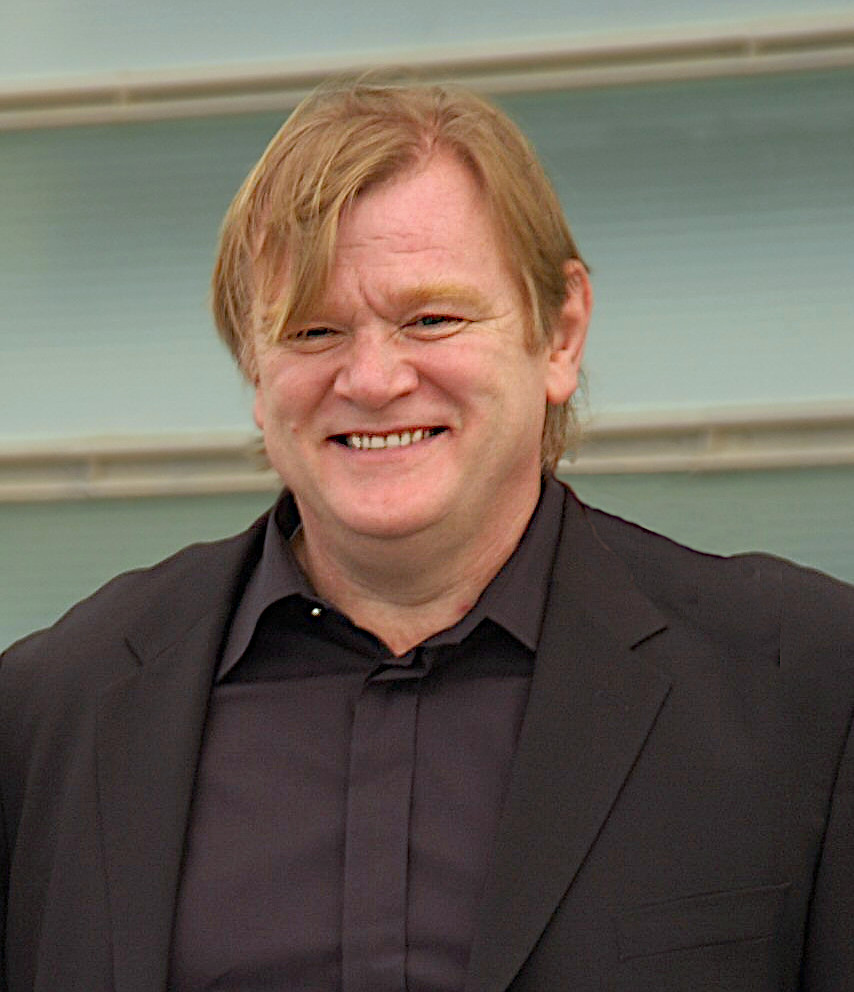
Brendan Gleeson, představitel filmové podoby Renauda de Châtillon v historickém velkofilmu Království nebeské z roku 2005

Renaud de Châtillon byl středověkými evropskými kronikáři oslavován jako křesťanský mučedník, zabitý rukou muslima. Dnešní historikové však o něm hovoří jako o nezodpovědném kořistníkovi.
Již kolem roku 1200 popsal Renaudovu smrt Petr z Blois ve svém díle Passio Raginaldi principis Antiochae. V modernějším pojetí jej ztvárnil například Graham Shelby v románu The Knights of Dark Renown z roku 1969, kde Renauda popisuje jako „rudého vlka z Keraku“, či švédský autor Jan Guillou v trilogii Arn Magnusson. Renaud je i jednou z postav knihy polské spisovatelky Zofie Kossakové Malomocný král. V roce 1963 se Renaudovu příběhu dostalo filmové podoby v egyptském filmu Saladin režírovaném Youssefem Chahinem. Další filmové zpracování přišlo roku 2005 v americkém historickém velkofilmu Království nebeské režiséra Ridleyho Scotta; postava Renauda byla ztvárněna irským hercem Brendanem Gleesonem. V obou filmech byl Renaud ztvárněn jako věrolomný, krvežíznivý padouch; v Království nebeském se Renaud charakterizoval slovy:
| „                                                                 | Jsem jaký jsem, někdo musí být zlý. | “ |
| — Brendan Gleeson v roli Renauda de Châtillon, Království nebeské |                                     |   |

Renaud de Châtillon se stal i předlohou pro mnohé počítačové hry. V real-time strategické hře Age of Empires II: The Age of Kings je součástí Saladinovy arabské kampaně (mise Lord of Arabia) odrazit Renaudovy útoky na Mekku a Medínu. V další kampani real-time strategie Stronghold: Crusader (mise Kerak, Reynaldova zrada) je Saladinovým úkolem v reakci na Renaudovy útoky na lodě v Rudém moři napadnout pevnost Kerak.